# Limnohalacarus portmanni
Limnohalacarus portmanni is een mijtensoort uit de familie van de Halacaridae. De wetenschappelijke naam van de soort is voor het eerst geldig gepubliceerd in 1967 door Bader.